# Amyntás III.
Amyntás III. (řecky Αμύντας) byl král Makedonie z rodu Argeovců. Za jeho vlády došlo k oslabení Makedonie, která byla sužována dlouholetými válkami. Během své vlády musel několikrát opustit zemi, kterou napadli nepřátelé. Podporu hledal ve Spartě a ke konci své vlády v Athénách.

## Počátek vlády
Amyntás nastoupil na trůn po smrti svého bratrance Pausania a ve stejném roce se oženil s Eurydikou I., princeznou z Lynkéstidy, čímž ukončil dlouhý konflikt s touto zemí. Amyntovi porodila Eurydiké dceru, kterou Amyntás provdal za svého bratrance Ptolemaia. Tímto způsobem chtěl posílit své postavení, protože Ptolemaios byl hlavou postranní linie dynastie, a tedy možným konkurentem trůnu. Ještě v roce 393 však Amynta svrhl z trůnu jiný člen dynastie Argaios II. Ten svoji moc opřel o krále illyrských Dardanů Bardyla I. Když Amyntás opustil království, přenechal obyvatelům řeckého města Olynthu příhraniční území, aby zemi chránili před pustošivými nájezdy Illyrů.

## Spory s Olynthem
V 391 se Amyntás s pomocí vojsk spřáteleného rodu thesalských Aleuovců vítězně vrátil zpět. Po jeho návratu se Olynth poddal pod jeho ochranu a obě země vstoupily do obranné aliance na dobu padesáti let.  V roce 383 Bardylis znovu napadl Makedonii a v bitvě Amynta porazil. Amyntás se zachoval stejně jako před osmi lety a doufal, že Olynthští budou svou zemi bránit, proto jim poskytl ochranu pro některé pohraniční oblasti. Přes počáteční úspěchy Illyrů se podařilo Amyntovi po několika měsících s pomocí elitní jízdy a nájemné pěchoty Bardyla porazit. Když se obrátil na obyvatele Olynthu aby mu vrátili svěřené země, odmítli. Olynth se spolkem obcí Chalkidiky pod jeho vedením se nechtěl vzdát půdy, která mu přinášela zisk. Během této doby jejich moc značně vzrostla, takže byli schopni postavit armádu 800 jezdců, 8 tisíc hoplítů a ještě velký počet lehké pěchoty. Chalkiďané vtrhli do Makedonie a obsadili mnoho měst včetně jejího hlavního města Pelly. Amyntás povolal na pomoc sbor Sparťanů, kteří ze základny v Makedonii bojovali proti chalkidskému spolku až do roku 379, kdy padl Olynt a spolek, který vedl, byl rozpuštěn. Když na Spartu udeřila spojená athénská a thébská vojska, Amyntás jim v roce 377 prodal dřevo pro stavbu loďstva. Na oplátku v roce 374 získal podporu Athén proti Chalkidským, kteří se mezitím snažili obnovit svůj spolek. V roce 371 byla svolána celořecká mírová konference, na kterou byl také pozván Amyntás. Na konferenci jeho zástupci podpořili sjednání všeobecného míru a postoupil Athénám Amfipoli.

## Spojenectví s Thesálií
Amyntás se velmi zajímal o události v Perrhaebii, přes kterou vedla cesta z Makedonie do Řecka. Proto se tam pokusil udržet svůj vliv a v oblasti se několikrát objevil jako rozhodčí sporů. Sedmdesátá léta 4. století přinesla zvýšení ohrožení na jižní hranici státu. V té době sjednotil Thesálii Iásón z Fer, která se pod jeho vedením stala mocnější než Makedonie. Podle zpráv (pravděpodobně přehnaných, ale do jisté míry odrážejících hrozbu) byl svaz thesalských obcí schopen postavit armádu skládající se z 8 000 jízdních vojáků, 20 tisíc těžkooděnců a velké množství lehké pěchoty. Amyntás byl pravděpodobně nucen spojit se s Iásónem, ale jeho smrt v roce 370 ukončila sjednocení Thesálie.